# Cyrtandra elmeri
Cyrtandra elmeri är en tvåhjärtbladig växtart som beskrevs av Elmer Drew Merrill. Cyrtandra elmeri ingår i släktet Cyrtandra och familjen Gesneriaceae. Inga underarter finns listade i Catalogue of Life.